# 50729 Fiammetta
50729 Fiammetta è un asteroide della fascia principale. Scoperto nel 2000, presenta un'orbita caratterizzata da un semiasse maggiore pari a 2,4116939 au e da un'eccentricità di 0,1471924, inclinata di 1,29451° rispetto all'eclittica.